# Chris Barrie
Pour les articles homonymes, voir Barrie (homonymie).
Chris Barrie est un acteur britannique ayant commencé sa carrière en tant qu'imitateur dans des sketchs sur ITV.
Il a ensuite travaillé avec la BBC notamment avec la série Red Dwarf où il a incarné Arnold J. Rimmer de 1988 à 1999.

## Biographie

### Vie privée
Le 28 mars 1960, Christopher J. Brown naît à Hanovre en RFA d'un père nord-irlandais militaire dans la British Army. Il poursuit sa scolarité au Methodist College Belfast en Irlande du Nord.

### Parcours d'acteur
Chris commence sa carrière télévisuelle en tant qu'imitateur de différentes personnalités (entre autres Kenneth Williams qu'il semble tout particulièrement apprécier, ou encore Ronald Reagan) dans The David Essex Showcase. Il prend le nom de Barrie à cause d'un autre acteur se nommant déjà Chris Brown.
Un an plus tard, en 1988, il est retenu par Rob Grant (en) et Doug Naylor pour jouer dans Red Dwarf. Diffusée sur la BBC, cela a sans aucun doute permis à Barrie de devenir populaire en Grande-Bretagne. Même en France, la série fut diffusée sur Game One en VOSTfr afin d'apprécier le jeu des acteurs certainement.
Il a joué dans de nombreuses autres séries comme The Brittas Empire mais aucune n'a été exportée en France depuis Red Dwarf.

## Filmographie

### Télévision
- 1988-1999 : Red Dwarf

### Cinéma
- 1987 : Testimony de Tony Palmer
- 2001 : Lara Croft : Tomb Raider, de Simon West : Hillary
- 2003 : Lara Croft : Tomb Raider, le berceau de la vie, de Jan de Bont : Hillary